# Сиаганнах
Сиаганнах (рос. Сыаганнах) — село Абийського улусу, Республіки Саха Росії. Входить до складу Мугурдаського наслегу.
Населення — 394 особи (2015 рік).